# 里亚切
里亚切（義大利語：Riace），是意大利雷焦卡拉布里亚省的一个市镇。总面积16平方公里，人口1959人，人口密度122.4人/平方公里（2009年）。ISTAT代码为080064。